# Janine Watson
Pour les articles homonymes, voir Watson.
Janine Watson, née le 4 juin 1981, est une taekwondoïste handisport australienne concourant en +58 kg. Elle est également une championne de tennis en fauteuil roulant au niveau national.

## Biographie
Alors âgée de 25 ans en 2007, on lui diagnostique une sclérose en plaques.

## Carrière
Janine Watson est également championne d'Australie de tennis en fauteuil en 2016, 2017, 2018 et 2019.
Le para-taekwondo n'étant pas ouvert aux personnes ayant un handicap neurologique comme Watson, elle combat d'abord contre les valides jusqu'en 2015, année où sa maladie empire, rendant les compétitions contre les valides trop dangereuses.
En 2021, elle remporte la médaille de bronze des +58 kg lors des épreuves de taekwondo aux Jeux paralympiques d'été de 2020.